# Glossotrophia diffinaria
Glossotrophia diffinaria är en fjärilsart som beskrevs av Louis Beethoven Prout 1913. Glossotrophia diffinaria ingår i släktet Glossotrophia och familjen mätare. Inga underarter finns listade i Catalogue of Life.